# Adolf Reese
Heinrich Ernst Adolf Reese (* 2. März 1855 in Stade; † 24. Januar 1909 ebenda) war ein deutscher Brauereibesitzer und Mitglied des Deutschen Reichstags.

## Leben
Reese besuchte das Realgymnasium in Stade. Er erlernte die Bierbrauerei praktisch im Geschäft seines Vaters in Stade und in der Brauerei Falkenkrug in Detmold, theoretisch auf der Lehmannschen Brauereischule in Worms. Weiter genoss er eine kaufmännische Ausbildung bei der Firma Reese Gebr. in Bodenwerder. Ab 1891 war er Mitinhaber, ab 1903 alleiniger Inhaber der Firma L. A. Reese, Bierbrauerei in Stade. 1873/74 diente er als Einjährig-Freiwilliger beim Feldartillerie-Regiment Nr. 9 in Stade und 1876 wurde er Leutnant der Reserve, 1890 Premierleutnant und 1898 Hauptmann der Landwehr. 1894 wurde er zum Bürgervorsteher gewählt und 1900 als Senator in das Magistratskollegium von Stade berufen. Von 1888 bis 1898 war er Vorsitzender des örtlichen Kriegervereins und von 1898 ab in gleicher Stellung den Unterelbeschen Bezirk des Deutschen Kriegerbundes. Er war Träger des Roten Adlerordens IV. Klasse.
Ab November 1906 war er Mitglied des Deutschen Reichstags für den Wahlkreis Hannover 18  (Stade, Geestemünde, Bremervörde, Osterholz) und die Nationalliberale Partei. Das Mandat endete mit seinem Tode.